# Eheng
Eheng est une localité du Cameroun située dans la commune de Maga, le département du Mayo-Danay et la Région de l'Extrême-Nord, à proximité de la frontière avec le Tchad.

## Population
Lors du recensement de 2005, on y a dénombré 969 personnes.